# Lel och Polel

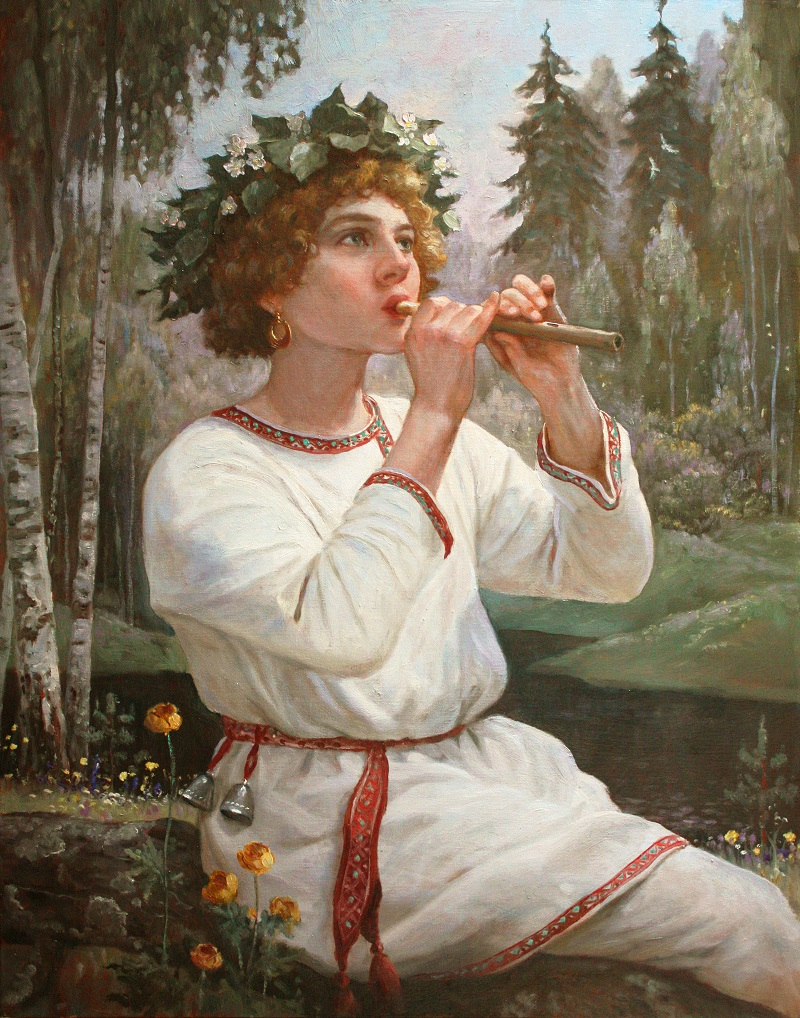
Lel by Andrey Shishkin

Lel och Polel uppges ha varit två gudomliga tvillingar inom slavisk mytologi.
De beskrivs av Maciej Miechowita på 1500-talet som polska motsvarigheter till Castor och Pollux och söner till gudinnan Lada. Det är inte känt om de verkligen ingick i slavisk religion eller är en senare uppfinning. 